# Alveografo di Chopin

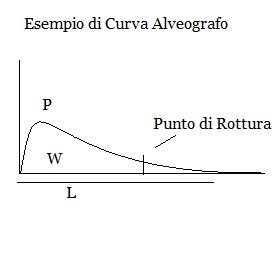
Curva alveografica, dove:
- P è la tenacità,
- L è la estensibilità
- W è la forza

Curve di due farine diverse

L'alveografo di Chopin è una attrezzatura che serve per misurare la forza, tenacità ed estensibilità di un impasto di una farina, determinando il comportamento di un impasto di farina in un grafico chiamato alveogramma. Utilizza la deformazione dello stesso impasto determinata dalla pressione di aria insufflata nell'impasto. Fu inventato nel 1921 in Francia con nome di estensimetro da Marcel Chopin; oggi è prodotto dalla Chopin Techonologies.
Questo strumento permette di determinare una misura fondamentale per le tecnologia degli alimenti a base di farine, la misura è chiamata anche indice di forza o indice di “W”, essa permette, partendo da valori numerici ricavati durante la prova, di confrontare la rigidità o la estensibilità delle farina alimentari; le farine con alto W sono farine ad alto contenuto glutinico, esse sono le più idonee alla lievitazione prolungata.

## Alveografo di Chopin
Le prove con l'alveografo misurano la durezza, tenacità, elasticità di un impasto di farina utilizzando una miscela standardizzata di farina (250 gr) e acqua (soluzione salina al 2,5 %). Esso consta tipicamente: 
1. Impastatrice provvista di un passaggio di estrazione che permette la formazione dell'impasto e l'estrazione dello stesso nella preparazione di pasta per la prova con l'alveografo.
2. Termostato con piastra alveografica, è l'alveografo vero e proprio che misura l'estensione tridimensionale di un campione di impasto preparato con modalità standard, sotto l'azione di una pressione d'aria che crea una bolla. Questa modalità di estensione della bolla riproduce la deformazione della pasta sotto l'influenza della CO2 prodotto durante la lievitazione.
3. Manometro registratore che permette la stampa di un tracciato simile a quello della figura.

L'agronomo Norman Borlaug (Premio Nobel per la Pace nel 1970) ha sfruttato questa invenzione per selezionare varietà di grano idonee ad ambienti tropicali.

## Alveogramma
L'alveogramma nell'ambito della reologia determina le caratteristiche e la qualità di una farina per la panificazione e/o pastificazione attraverso la misura della pressione dell'aria necessaria per distendere l'impasto determinandone forza ed estensibilità; infatti, lo strumento registra l'espansione di una bolla di farina insufflata di aria fino alla sua rottura, consentendo la registrazione della misura su di un grafico chiamato alveogramma.
Misura quattro parametri fondamentali:
- P: indice della tenacità dell'impasto espresso in mm. Più alti sono i valori maggiore è la quantità di acqua necessaria per avere la giusta consistenza e la resa alla panificazione.
- L: indice di estensibilità dell'impasto, espresso in mm, che indica la capacità di avere porosità (alveoli) in un pane.
- W: impropriamente chiamato indice di forza, essendo un'energia. Viene espresso in decimillesimi (10-4) di Joule ed è l'energia necessaria a far gonfiare la bolla dell'impasto; corrisponde all'area sottesa dalla curva dell'alveogramma. Maggiore è il suo valore, maggiore è la rete proteica di una farina e di conseguenza la capacità di produrre un prodotto molto lievitato.
- G: indice di rigonfiamento, esso è dato dalla capacità di rompere la bolla dell'impasto.

Le farine usate nella panificazione hanno preferibilmente valori di P/L che vanno da 0,4 a 0,7 con un indice di forza W pari ad almeno 250-300; nelle produzioni molto lievitate, come per esempio nel pandoro, sono necessarie farine con W che supera frequentemente il valore di 300.

### Rapporto P/L
Il rapporto P/L indica il grado di estensibilità della farina. Con rapporti < di 0,5 di P/L si hanno farine molto estensibili proprie di impasti molli, estensibili e probabilmente collosi; al contrario con rapporti > di 0,5 si hanno farine via via più rigide proprie di impasti difficili da lavorare propri di pani poco voluminosi a mollica compatta.

### Valore di W
La caratteristica principale delle farine forti è di contenere una grossa quantità di proteine insolubili (glutenina e gliadina) che, a contatto con un liquido nella fase d'impasto, producono glutine. Le farine forti sono farine ricche di glutine e povere di amidi. Il glutine forma una rete tenace che negli impasti lievitati trattiene i gas della lievitazione permettendo un notevole sviluppo del prodotto durante la cottura.  Più deve essere lunga la lievitazione di un prodotto da forno più serve una farina con un W elevato, ciò per trattenere maggiormente l'anidride carbonica che si sprigiona da parte dei lieviti fermentanti durante la fermentazione . 
Il glutine, che è la parte proteica di una farina, è in grado di assorbire acqua per una volta e mezza il suo peso, quindi più è forte la farina maggiore è la concentrazione proteica e quindi più sarà alta la sua idratazione. L'idratazione varia da meno del 50% per farine destinate ai biscotti a percentuali di oltre il 70% per le farine forti.
- Farine di bassa qualità con W < di 90, non idonee alla panificazione.
- Farine deboli con W tra 90 e 160, adatte a biscotti e craker; esse hanno un basso contenuto proteico, solitamente intorno al 9%.
- Farine con forza media con W tra 160 e 250, adatte a paste molli; pane francese, ferrarese e pugliese; inoltre si usano per rinfrescare il lievito oltre che per fare impasti di tipo diretto o per lievitazioni di breve durata come per le pizze e focacce.
- Farine forti o di forza con W tra 250 e 310, adatte a pani a pasta dura e per le rosetta, baguette e biove; prodotte con grani nazionali ed esteri.
- Farine per lievitati con W tra 310 e 370, adatte a impasti a lunga lievitazione con il metodo della biga, adatte a pandoro, panettone colombe pasquali, brioches e croissant.
- Farine Manitoba con W maggiore di 400, originarie dall'omonima regione del Canada, sono oggi coltivate anche in Europa; si usano per i lievitati e per rinforzare le altre farine aumentandone la forza.

### Valore di G
Il valore ottimale per la panificazione è compreso tra 20 e 25. il valore è determinato dal punto di rottura della bolla dell'impasto; viene calcolato come la radice quadrata del volume d'aria necessaria alla rottura della bolla e indica la capacità di estensione dell'impasto e quindi il volume finale che il pane raggiungerà. Questo valore permette di valutare la resa di una farina alla panificazione.